# صفی‌علی‌شاه

صفی‌علی‌شاه (سمت چپ) در کنار جانشین خود ظهیر الدوله

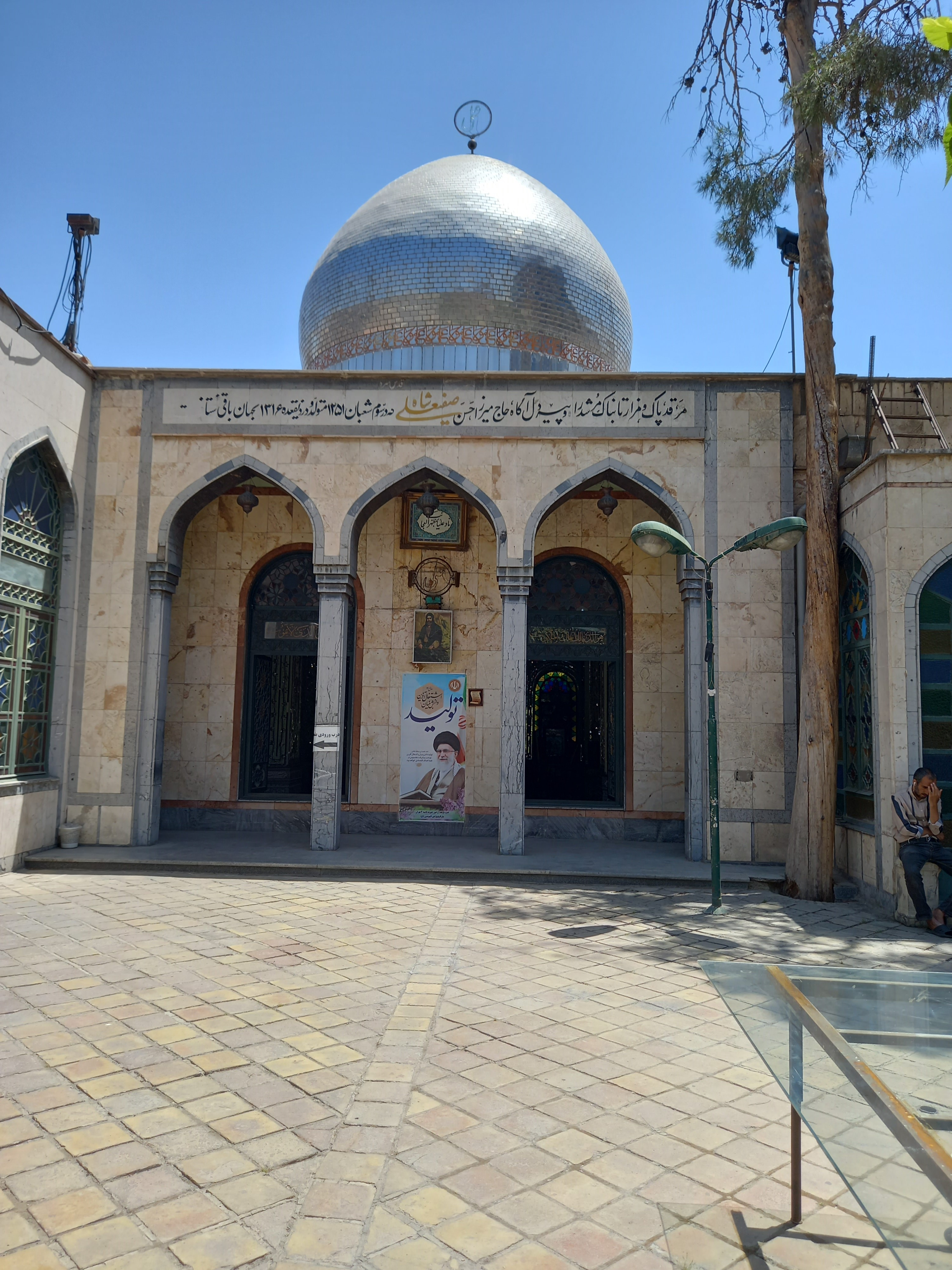
مزار صفی علی شاه واقع در خیابان صفی علی شاه تهران

میرزا حسن اصفهانی، ملقب به صفی‌علی‌شاه (زاده:سه‌شنبه ۳ شعبان ۱۲۵۱ (قمری) برابر با ۳ آذر ۱۲۱۴ در اصفهان، درگذشت: جمعه ۲۴ ذی‌الحجه ۱۳۱۶ (قمری) برابر با ۱۵ اردیبهشت ۱۲۷۸ در تهران)، از مشهورترین مشایخ و بزرگان تصوف در اواخر سده سیزدهم و اوایل سده ۱۴ هجری و از جمله بزرگان سلسله صفی‌علیشاهی بود.
وی که شاعر بود، نخست از جمله مریدان منورعلی‌شاه شیرازی محسوب می‌شد؛ اما پس از اینکه به نمایندگی از وی به تهران مهاجرت کرد و مدتی در این شهر اقامت نمود، خود، ادعای قطبیت کرد و سلسلهٔ صفی‌علی‌شاهی را بنیان نهاد.

## سالهای نخست زندگی
محمد حسن اصفهانی، در سوم شعبان ۱۲۵۱ هجری قمری در شهر اصفهان به دنیا آمد. پدرش محمدباقر اصفهانی بود که وی نیز لقب صفی داشت. پدرش تاجر بود، از اصفهان به یزد رفت و در آنجا مسکن گزید. وی خردسالی و نوجوانی خود را در یزد گذرانید و تا ۲۰ سالگی در این شهر بود و تحصیلات خویش را در این شهر به انجام رسانید.
وی در سن ۲۱ سالگی، و به سال ۱۲۷۲ هجری قمری به شیراز رفت و به میرزا کوچک رحمت علیشاه سر سپرد و جزو مریدان او گردید و به اصطلاح درویشان، به شرف توبه و تلقین از حضرتش مشرف گردید. وی همچنین در اوایل امر، علاوه بر شیراز، مدتی در کرمان و یزد نیز اقامت نمود و سپس به هندوستان رفت و برای چند سال در آن دیار اقامت نمود.
وی سپس از طرف هندوستان به حجاز رفت و آنطور که خود او در شرح حال خویش نوشته‌است، در این سفر با اغلب مشایخ ایران و هند و روم ملاقات کرد و از برخی مستفیض شد. وی بنابه گفتهٔ خود در هندوستان به تألیف زبدة الاسرار، که مثنوی منظومی در اسرار شهادت و تطبیق آن با سلوک الی الله است، پرداخت. هرچند که برخی با توجه به کمال و پختگی اشعار زبدة الاسرار، در نگارش این کتاب در جوانی صفیعلیشاه تردید کرده‌اند، و برخی نیز نوشته‌اند که وی در سال‌های میانسالی خود و در موقع اقامت در کرمان، بنا به دستور استاد و مرشد خویش، رحمت علیشاه، تألیف و تصنیف کتاب زبدة الاسرار را آغاز نمود و آن را در هندوستان به انجام رسانید و در همان‌جا آن را به کمک یکی از ارادتمندانش که اهل بمبئی بود، به چاپ رسانید.
در سال ۱۲۸۰ هجری قمری، وی از راه هند به سفر مکه مصمم شد، و در مراجعت خویش، مجدداً در هندوستان توقف نمود و از محضر عرفا و مشایخ آنجا استفاده کرد. وی سپس و در سال ۱۲۸۵ هجری قمری، به عزم مشهد، از راه عتبات عالیات، به سمت شیراز و یزد مراجعت کرد و از آنجا به تهران آمد.

## مهاجرت به تهران
در سال ۱۲۸۸ هجری قمری، وی به سمت نمایندگی یا به اصطلاح درویشان الهی، به عنوان شیخ مجاز در دستگیری، از طرف منورعلی‌شاه شیرازی (متوفی ۱۳۰۱ هجری قمری)، که بنابر ادعایی جانشین رحمت‌علیشاه (متوفی ۱۲۷۸ هجری قمری) بود، به تهران آمده و در آنجا اقامت گزید و بزودی به واسطه معلومات، تجربیات، مردم‌شناسی و زرنگی که داشت، بساطش رونق گرفت و عده‌ای از شاهزادگان و جمعی از بزرگان از هر طبقه، دور او را گرفته، و به وی گرویدند.
منورعلی‌شاه که مرشد او بود، چون اوضاع را چنین دید، خود در سال ۱۲۹۴ هجری قمری، از شیراز که مرکز ارشاد بود، به تهران آمد، که به قول مهدی بامداد، بساط و دستگاه درست شده توسط صفی علیشاه را خود بدست گیرد یا مثلاً شیخ خود را تغییر داده، دیگری را به جای صفی علیشاه تعیین نماید. اما وی غافل از این بود که صفی علیشاه در مدت چند سال اقامت خود در تهران، جاده را کاملاً کوبیده و برای خویش صاف و هموار کرده بود و دیگر احتیاج به مرشد دیگری نبود؛ بنابراین از طرف شیخ به مرشد چندان اعتنایی نشد و بالطبع نزاع لفظی میان آنان درگرفت و مرشد مغلوبً و منکوبً به طرف شیراز عقب‌نشینی اختیار نمود و خود صفی علیشاه شاخص و مرشد گردید.
صفی علیشاه به دارالخلافه تهران آمد و در آنجا، چندی زندگانی کرد، ولی به علت نزاع قطبیت مابین مشایخ این سلسله، باز به دکن (حیدرآباد) رفت و خواست که باقی عمر خویش را در آنجا بگذراند، اما به این نیت توفیق نیافت و پس از چندی به تهران برگشت و در این شهر، تا پایان عمر خویش به کار تألیف و تصنیف و ارشاد پرداخت.
هرچند که صفی علیشاه خود علت اقامت طولانی خویش در تهران را، در شرح حال خودنوشت خویش، امن تر بودن دارالخلافه برای امثال خود و همچنین حضور سلطان ناصرالدین شاه در این شهر و صاحب علم و هنر شدن و آداب انسانیت یافتن اغلب مردم در سایهٔ پادشاهی وی، ذکر کرده‌است.

## خانقاه صفی علیشاهی
در سال ۱۲۹۴ هجری قمری، یکی از خواص مریدان صفی علیشاه، عبدالمحمد میرزا سیف‌الدوله، قطعه زمینی به مساحت دوهزار ذرع (واقع در محله شاه آباد تهران)، به او تقدیم کرد و در همین سال، وی در تهران خانقاهی وسیع (در همان زمین) برای خود ترتیب داد. بانی این خانقاه را همان عبدالمحمد میرزا سیف‌الدوله، برادر شاهزاده عین الدوله، خیر معروف و مالک بیش از نیمی از شهر ملایر، دانسته‌اند.
امروزه خیابان معروف به صفی علیشاه و خانقاه، از دو ضلع شرقی و شمالی خانقاه صفی علیشاه می‌گذرد.

## درگذشت
صفی‌علی‌شاه در روز چهارشنبه، ۲۴ ذی الحجه سال ۱۳۱۶ هجری قمری، و در سن ۶۵ سالگی، در خانقاه خویش که در سال‌های پایانی عمرش، به صورت منزل شخصی او درآمده بود، درگذشت و در همان خانقاه به خاک سپرده شد.
این خانقاه را سیف الدوله که از مریدان صفی علیشاه بود وقف نمود، مریدان و ارادتمندان صفی علیشاه، در روزهای یکشنبه به هنگام عصر در آن خانقاه جمع می‌شوند تا، رشتهٔ اخوت و ارتباط قلبی و روحانی خویش را، تقویت نمایند.
پس از مرگ صفی‌علی‌شاه و بنا به وصیت او، علی‌خان ظهیرالدوله با لقب صفاعلی‌شاه به جانشینی وی برگزیده شد.

## آثار
- تفسیر منظوم قرآن، که چندین بار به چاپ رسیده، اما علی‌رغم تصریح مکرر صفی علیشاه به سرودن آن، برخی سرودن تفسیر منظوم را به دیگری نسبت می‌دهند.
- دیوان اشعار
- بحر الحقایق
- زبدة الاسرار، مثنوی مفصلی به وزن مثنوی معنوی، که در اسرار کشته شدن حسین و یارانش و تطبیق با سلوک الی الله سروده شده‌است.
- عرفان الحق
- میزان المعرفة[۹]
- تفسیر قرآن صفی علیشاه

## دربارهٔ او
مهدی بامداد در کتاب شرح حال رجال ایران، دربارهٔ صفی‌علی‌شاه چنین اظهار نظر کرده‌است:
نامبرده مانند اکثر مؤسسین و سرسلسله‌ها، مرد بسیار زرنگی بوده و تکلیف خود را به خوبی می‌دانسته، که چه باید بکند. (از جمله) وی برای جانشینی خویش علی‌خان قاجار دولو ظهیرالدوله را برگزید که از رجال مهم و برجسته قاجاری و داماد ناصرالدین شاه و وزیر تشریفات خاصه همایونی در دربار او بود. هرچند پس از او، بساطش دیگر زیاد رونقی پیدا نکرد.
همچنین تقی تفضلی، در مقدمه‌ای که بر دیوان صفی علیشاه نوشته، دربارهٔ او می‌نویسد:
جمعی کثیر به صفی‌علی‌شاه ارادت می‌ورزیدند و او را قطب سلسله نعمت‌اللهی می‌شناختند. صفی‌علی‌شاه مردی دانا و سخن‌سنج و نیک‌محضر و خوش‌صحبت بود و مریدانش از او کرامت‌ها نقل می‌کنند.